# Gun Lund
Gun Lund, född 1943, är en svensk dansare och koreograf,  verksam i Göteborg.
År 1978 var Gun Lund med och grundade dansgruppen Rubicon. 1987 var hon med att starta dansscenen Unga Atalante där hon fungerade som konstnärlig ledare i ett tiotal år och sedan 1993 driver hon E=mc2 Danskonst som är en experimentell dansensemble.
Hon har bland annat arbetat inom ett tvärvetenskapligt fält där hon undersökt mötet mellan konst och vetenskap. Till hennes mest kända verk hör I Gudars Skymning (1989), Världens Tak - Pamir i våra hjärtan (1993), Images of Dream and Death (1995), Tabula Rasa (1996), Myon-spin (1999) och Omtagning - med nya förtecken (2004). 2011 skapade hon dansverket Neither utifrån funderingar kring kvarkar, de allra minsta partiklarna i atomkärnans inre. 
Tillsammans med Lars Persson drev hon 2002–2010 Sveriges minsta dansscen 24 kvadrat i Göteborg. Det finns även en skalenlig och flyttbar kopia av scenen, som kan byggas upp på valfri plats. Sedan hösten 2010 är Gun Lund och Lars Persson konstnärliga ledare för 3:e våningen, ett 600 kvadratmeter stort konstcenter med dansscen, studio, utställningshall, konceptbutik, arkiv och bibliotek, beläget i det gamla Sockerbruket vid Klippan i Göteborg.  
Gun Lund tilldelades Sveriges Teaterkritikers Danspris 2005. 2023 mottog hon Västra Götalandsregionens kulturpris.